# Малиногорка (посёлок)
Малиногорка — посёлок в Козульском районе Красноярского края России. Входит в состав Лазурненского сельсовета. Находится примерно в 5 км к западу-северо-западу (WNW) от районного центра, посёлка Козулька, на высоте 364 метров над уровнем моря.

## Население
| 2010 |
| ---- |
| 19   |

По данным Всероссийской переписи, в 2010 году численность населения посёлка составляла 19 человек (8 мужчин и 11 женщин).

## Улицы
Уличная сеть посёлка состоит из 1 улицы (ул. Дорожная).

## Транспорт
К северу от посёлка проходит автотрасса федерального значения М53 «Байкал». Также в Малиногорке расположена одноимённая станция Красноярской железной дороги.